# Akademi Båstad
Akademi Båstad är en yrkeshögskola med sju yrkesutbildningar. Utbildningarna är förlagda till olika platser i Båstad med omnejd.